# Joachim von der Leyen
Joachim Adolf Otto Diedrich Freiherr von der Leyen, född 28 september 1897 i Büderich, död i februari 1945 i Dresden, var en tysk jurist och politiker. Under andra världskriget beklädde han flera höga ämbeten i Riksprotektoratet Böhmen-Mähren och Generalguvernementet, det polska territorium som lades under ockupation 1939.

## Biografi
Joachim von der Leyens far, Friedrich Ludwig von der Leyen, var borgmästare i Büderich, idag en av Meerbuschs stadsdelar.
von der Leyen gjorde krigstjänst i första världskriget från 1915 till 1918 och tillhörde efter kriget en frikår. Senare gick han med i det nationalliberala Jungdeutscher Orden och från 1926 till 1933 var han medlem i Stahlhelm. von der Leyen gick dock inte med i Nationalsocialistiska tyska arbetarpartiet (NSDAP) förrän 1940.
von der Leyen studerade rättsvetenskap och avlade 1926 den första statsexamen; den 22 december 1928 avlade han den stora juridiska statsexamen. Efter Tysklands ockupation av "Rest-Tjeckoslovakien" ("Rest-Tschechei") utnämndes von der Leyen till verkställande Oberlandrat, högste tjänstemannen, i Landkreis Deutschbrod med tjänstesäte i Deutschbrod (Havlíčkův Brod).

### Andra världskriget
Den 1 september 1939 anföll Tyskland sin östra granne Polen och andra världskriget utbröt. I slutet av oktober inrättades Generalguvernementet, det polska territorium som ockuperades av Tyskland. 
Distriktet Galizien
Den 22 juni 1941 anföll Tyskland den tidigare bundsförvanten Sovjetunionen och inledde därmed Operation Barbarossa. I augusti samma år grundades Generalguvernementets femte distrikt – Galizien. 
I slutet av juli 1942 efterträdde von der Leyen Otto Bauer som Kreishauptmann, högste ämbetsman inom civilförvaltningen, i Lemberg-Land i distriktet Galizien. Hans överordnade var guvernören Otto Wächter. I egenskap av Kreishauptmann var von der Leyen inblandad i Tysklands antijudiska politik i Generalguvernementet.
Joachim von der Leyen omkom i samband med ett luftangrepp i Dresden.

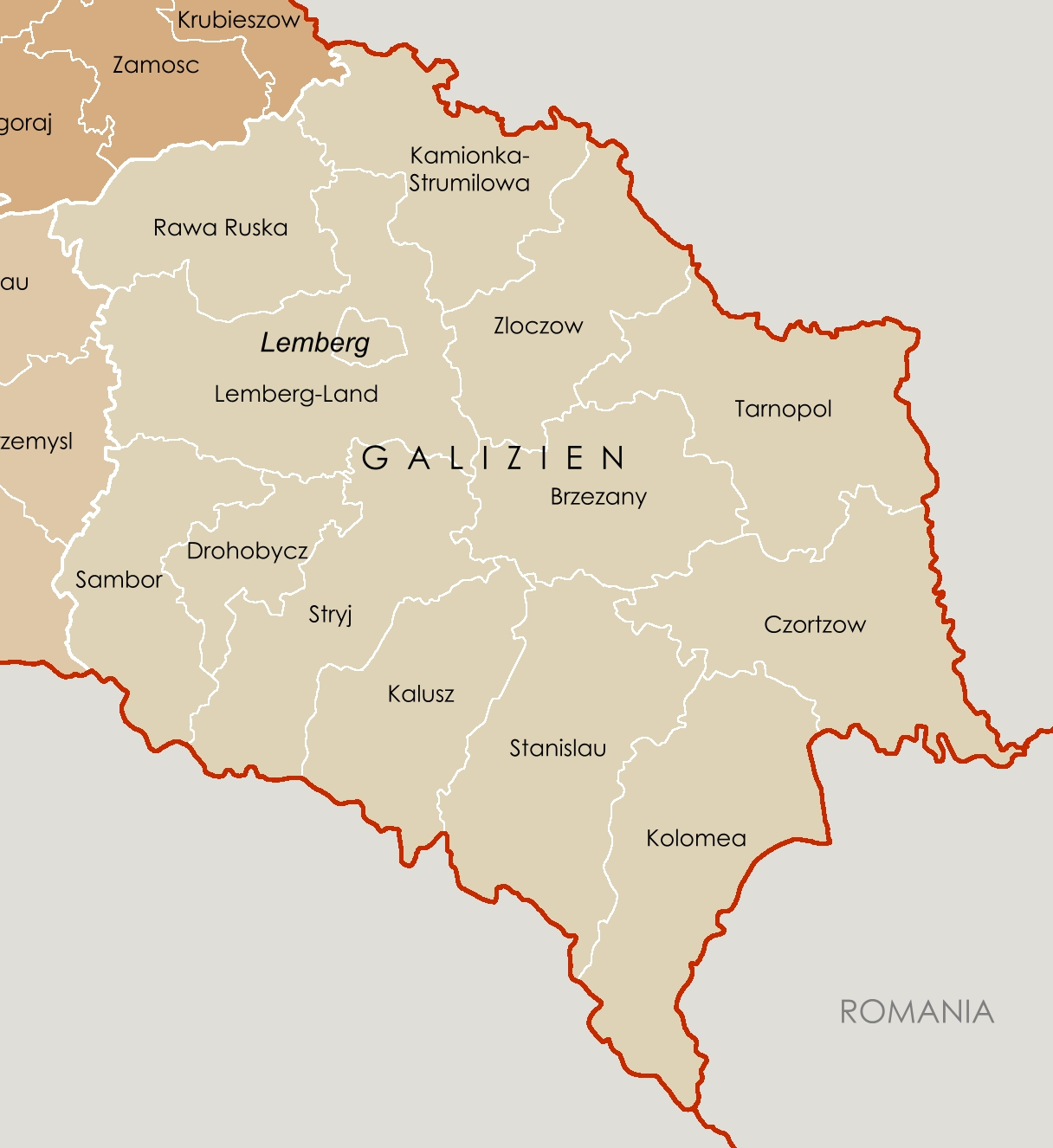
Administrativ karta över distriktet Galizien år 1941